# Maria Najwer
Maria Najwer z domu Pater (ur. 18 grudnia 1897 w Niepołomicach, zm. 12 maja 1975 w Warszawie) – polska nauczycielka i bibliotekarka, działaczka społeczna związana z Limanową.

## Życiorys
Pochodziła z rodziny posiadającej według tradycji korzenie włoskie (przodkowie mieli przybyć do Polski jako dworzanie królowej Bony). Osierocona wcześnie przez rodziców, wychowywana była przez ciotkę w Krakowie. Zdobyła przygotowanie zawodowe w seminarium nauczycielskim i od 1918 pracowała jako nauczycielka w Krakowie. Następnie uczyła w szkole w Harklowej, a od 1931 w Limanowej, w Szkole Powszechnej Żeńskiej. Prowadziła różne przedmioty, głównie język polski i literaturę. Pracę kontynuowała również po roku szkolnym 1935/1936, kiedy doszło do połączenia szkół żeńskiej i męskiej. Poza lekcjami prowadziła bibliotekę szkolną.
W 1937 zaangażowała się w działalność Towarzystwa Szkoły Ludowej i przejęła opiekę nad biblioteką, założoną przez nieżyjącego już wówczas Józefa Beka. Dążyła do upowszechnienia czytelnictwa na wsi. W latach okupacji ukrywała księgozbiór przed zniszczeniem.
Po wojnie włączyła się do prac nad odbudową szkolnictwa w regionie, a 1 września 1946 została kierownikiem Powiatowej i Miejskiej Biblioteki Publicznej w Limanowej. Kwalifikacje uzupełniła na kursie bibliotekarskim w Kórniku. Była jednym z wyróżniających się organizatorów bibliotekarstwa w regionie krakowskim w pionierskim okresie powojennym, zasłużyła się również w walce z analfabetyzmem w powiecie Limanowa. Zakładała biblioteki gminne, filie, punkty biblioteczne, paczki z książkami wielokrotnie dostarczając osobiście w czasie wypraw pieszych bądź furmanką. Wybitnym polskim literatom poświęcała pogadanki, głoszone w bibliotekach i radiowęźle w Limanowej.
Zainicjowała działalność lokalnych struktur Związku Bibliotekarzy i Archiwistów Polskich (późniejszego Stowarzyszenia Bibliotekarzy Polskich). Na 50-lecie pracy zawodowej odznaczona została w 1968 Krzyżem Kawalerskim Orderu Odrodzenia Polski, otrzymała również odznakę "Zasłużony Działacz Kultury". Na emeryturę przeszła w 1970.
Była zamężna za oficerem saperów, żołnierzem Legionów Piłsudskiego. Po wczesnej śmierci męża dwoje dzieci – syna Lecha i córkę Krystynę (zamężną Witecką, nauczycielkę) – wychowywała samotnie. W 1974 ze względu na zły stan zdrowia przeniosła się do córki do Warszawy, gdzie zmarła 12 maja 1975. Pochowana została na cmentarzu Bródnowskim.